# Warren Oates
Warren Mercer Oates (født 5. juli 1928, død 3. april 1982) var en amerikansk filmskuespiller. Han er kendt for sine præstationer i film instrueret af Sam Peckinpah, såsom The Wild Bunch og Bring Me the Head of Alfredo Garcia. Han var også kendt for sin rolle som politibetjenten Sam Wood i filmen I nattens hede (instrueret af Norman Jewison).